# 奥尼·杜斯
奥尼·杜斯（羅馬化：Awni El-Dous；2010年或2011年—2023年10月7日）是一名巴勒斯坦YouTuber 。他主要上传PUBG Mobile和胜利十一人2017等游戏的视频。在以色列—哈馬斯戰爭期间，他因空袭被炸身亡。在他死后，他的频道點閱率增加。

## 家境与生活
奥尼的父亲是一名计算机工程师，这样的家庭环境使他从小便对计算机技术感兴趣。他会模仿他的父亲，拆开笔记本电脑并将它们重新组装起来。在他所在的学校萨法德男校的Facebook粉丝页上所分享的照片中，他站在黑板前，手拿主板，正在教授他的同学们计算机技术，这是该校“小教师计划”的一部分。因为他对计算机技术的精通和热爱，他的家人和同学们称他为“工程师奥尼”。
他的频道于2020年5月2日创建，但直到同年12月12日才上傳了第一个游戏视频。2022年8月18日，他制作了一个简短的视频以庆祝粉丝数量达到1000。视频中说道：“现在，各位，请允许我自我介绍一下：我是来自加沙的巴勒斯坦人，今年12岁。这个频道的目标是达到10万名订阅者，然后是5万再是100万，上帝保佑，希望在你们的支持下，我能达到1000万粉丝”。2023年8月3日，他发布了自己最后一个视频，主题为反恐精英。
阿什拉夫·杜斯（Ashraf El-Dous）是奥尼的远亲，他是一名程序员，也参与运营多个YouTube频道，他表示奥尼经常向他寻求有关频道的建议，还亲切地称他为“阿什拉夫兄弟”。他告诉BBC：“他的野心是成为我的竞争对手或同事——他创建了一个YouTube频道。这个频道浏览量并不大，就像每家初创企业在起步阶段都很艰难一样。”他的姑姑阿拉说，他崇拜那些职业YouTuber，并说“他想成为他们那样的人——拥有无数追随者和粉丝的人。”

## 死亡
2023年10月7日当晚8点20分左右，奥尼的住宅在空袭中被两枚以色列炸弹击中，楼房被摧毁。加沙的这栋三层建筑里居住着他们家族的三代人，每一代住在不同的楼层。而奥尼与他的父母、两个姐姐和两个弟弟住在一层，他们都在这次爆炸中丧生。这次空袭共有15人遇难，其中7人是儿童。他的叔叔穆罕默德·杜斯当时就在这栋楼房里，他在袭击中也失去了他的儿子，他告诉国际特赦组织：“两枚炸弹突然落在楼顶上，楼房被毁。我和妻子在顶楼幸运地活了下来。她当时怀孕九个月，袭击发生后第二天在希法医院生产。我们整个家庭都被毁了”。
奥尼去世后不久，他的一位老师分享了一张与奥尼的合影，并说奥尼“永远带着微笑”。奥尼的同学阿拉说“他是一个充满快乐和自信的人”。她还记得，在一个“非常美妙的夜晚”，她和奥尼以及他的兄弟姐妹一起看电影，分享薯片和巧克力。她回忆起最后一次见到他，是在他去世前三周的家庭早餐时，当时她看着他刚出生的侄子说：“奥尼正在长大，即将成为一个男人。”
2023年10月23日，一名科威特YouTuber「AboFlah」在看到Instagram上分享的一篇有关奥尼的帖子后，发布了一段关奥尼的视频。他在视频中说道：“我打开他的账户主页，发现他在关注我。然后，我查看了私信，发现他给我发了消息，但我没有看到，我的愤怒和悲伤无法形容"；“我发誓，我喜欢你的视频。希望你能继续前进，你是传奇！”；“我希望他没有给我发短信。我希望他不认识我”。其中一条信息是这样写的：“没有什么能与巴勒斯坦加沙的冬天相比；那里充满了传奇色彩。我们在喝好喝的兰茎粉茶，吃烤栗子。我希望你也能来巴勒斯坦。爱你”。另一篇写道：“你是我的榜样，希望你永远不要停止更新”。AboFlah在视频中说：“我已经三十多岁了，但这个孩子的死实在太可惜了……如果上帝愿意，他应该会成为天堂鸟。
在接受BBC采访时，AboFlah说：“听到他把我视为榜样，我很感动。”当他被问及为什么奥尼产生了如此大的影响时，他说：“粉丝们在奥尼身上看到了自己的影子。我们或许都是奥尼。”
该视频发布时，奥尼的频道粉丝人数数刚刚超过5万。AboFlah请求他的订阅者帮助奥尼达成10万粉丝的目标。在奥尼去世后，他的粉丝数量增。加10月15日至21日这一周，奥尼的粉丝新增了近2.6万名粉丝，第二周又新增了近70万名粉丝。
现在，他的几个视频的评论区都充满了祝福和慰问，祝贺他粉丝数量的里程碑。其中一条留言写道：“兄弟，你达到了你的目标，你的频道订阅人数已接近150万。愿真主将你安置在至高无上的天堂，安息吧”。

## 備註
1. ↑  Variously described by news outlets